# Rising Star Games
 (novembre 2020).
Rising Star Games est un éditeur de jeux vidéo britannique,créé en 2004, spécialisé dans la distribution de jeux japonais pour le marché européen.

## Historique
Rising Star Games est fondée le 10 juillet 2004 par Martin Defries à Hitchin dans le Hertfordshire, sous la forme d'une coentreprise entre Bergsala (sv) (distributeur suédois des jeux Nintendo) et l'éditeur multimédia japonais Marvelous Entertainment, dans l'objectif d'étendre leur marché hors des frontières japonaises.
En janvier 2010, Marvelous Entertainment cède sa part de 50 % dans Rising Star Games à Intergrow, un autre éditeur japonais.
En janvier 2012, après ce que Defries décrit comme « huit ans de succès fantastique », Rising Star Games ouvre un bureau en Californie.
Thunderful (en), une autre entreprise suédoise, rachète Rising Star Games à Bergsala Holding en 2018, après quoi Ed Valiente devient son directeur général et Defries quitte l'entreprise.

## Jeux édités
| Jeu                                            | Année          | Plates-formes                                                                                | Développeurs             |
| ---------------------------------------------- | -------------- | -------------------------------------------------------------------------------------------- | ------------------------ |
| Harvest Moon: One World                        | 2021           | Nintendo Switch                                                                              | Natsume                  |
| Natsuki Chronicles                             | 2020           | Windows, Playstation 4                                                                       | Qute Corporation         |
| Ginga Force                                    | 2020           | Windows, Playstation 4                                                                       | Qute Corporation         |
| Deadly Premonition 2: A Blessing in Disguise   | 2020           | Nintendo Switch                                                                              | Toybox                   |
| Harvest Moon: Mad Dash                         | 2019           | Nintendo Switch, Playstation 4                                                               | Natsume                  |
| Decay of Logos                                 | 2019           | Nintendo Switch, PlayStation 4, Xbox One, Windows                                            | Amplify Creations        |
| Giga Wrecker Alt                               | 2019           | Nintendo Switch, PlayStation 4, Xbox One, Windows                                            | Game Freak               |
| RICO                                           | 2019           | Nintendo Switch, PlayStation 4, Xbox One, Windows                                            | Ground Shatter           |
| Holy Potatoes! We’re in Space?!                | 2019 (et 2017) | Nintendo Switch, Playstation 4                                                               | Daylight Studios         |
| Holy Potatoes! A Weapon Shop?!                 | 2018           | Nintendo Switch, Playstation 4                                                               | Daylight Studios         |
| Trailblazers                                   | 2018           | Nintendo Switch, PlayStation 4, Xbox One, Windows, MacOS, Steam OS, Linux                    | Supergonk                |
| Little Dragons Café                            | 2018           | PlayStation 4,Nintendo Switch                                                                | Aksys Games & Toybox Inc |
| Storm in a Teacup                              | 2018           | Nintendo Switch                                                                              | Cobra Mobile             |
| Red's Kingdom                                  | 2018           | Nintendo Switch                                                                              |                          |
| Harvest Moon: Lumière d'espoir                 | 2018           | PlayStation 4,Nintendo Switch                                                                |                          |
| Ninja Shodown                                  | 2017           | PlayStation 4, Xbox One, Nintendo Switch, Microsoft Windows                                  |                          |
| Superbeat XONiC EX                             | 2017           | PlayStation 4, Xbox One, Nintendo Switch                                                     |                          |
| A Pixel Story                                  | 2017           | PlayStation 4, Xbox One                                                                      |                          |
| Earth's Dawn                                   | 2016           | PlayStation 4, Xbox One, Microsoft Windows                                                   |                          |
| Zombie Vikings Ragnarök Edition                | 2016           | PlayStation 4                                                                                |                          |
| Lumo                                           | 2016           | PlayStation 4, PlayStation Vita, Xbox One, Nintendo Switch, Microsoft Windows, Linux, Mac OS |                          |
| I Want To Be Human                             | 2016           | PlayStation 4, Xbox One, Microsoft Windows                                                   |                          |
| Shantae and the Pirate’s Curse                 | 2016           | Nintendo 3DS                                                                                 |                          |
| Kromaia Ω                                      | 2014           | PlayStation 4                                                                                |                          |
| Deadly Premonition: The Director's Cut         | 2013           | PlayStation 3                                                                                |                          |
| Super Black Bass 3D                            | 2013           | Nintendo 3DS                                                                                 |                          |
| Girls' Fashion Shoot                           | 2013           | Nintendo 3DS                                                                                 |                          |
| Super Black Bass 3D                            | 2013           | Nintendo 3DS                                                                                 |                          |
| Virtue's Last Reward                           | 2012           | Nintendo 3DS, PlayStation Vita                                                               |                          |
| Under Defeat HD Deluxe Edition                 | 2012           | Xbox 360, PlayStation 3                                                                      |                          |
| Jewel Master: Cradle of Egypt 2                | 2012           | Nintendo DS                                                                                  |                          |
| Shifting World                                 | 2012           | Nintendo 3DS                                                                                 |                          |
| Harvest Moon : Les Deux Villages               | 2012           | Nintendo 3DS, Nintendo DS                                                                    |                          |
| To-Fu Collection                               | 2012           | Nintendo DS                                                                                  |                          |
| Blazing Souls Accelate                         | 2012           | PlayStation Portable                                                                         |                          |
| Rune Factory Oceans                            | 2012           | PlayStation 3                                                                                |                          |
| Akai Katana                                    | 2012           | Xbox 360                                                                                     |                          |
| Cradle of Rome 2                               | 2012           | Nintendo 3DS                                                                                 |                          |
| Bit.Trip Saga                                  | 2012           | Nintendo 3DS                                                                                 |                          |
| Akai Katana Shin                               | 2012           | Xbox 360                                                                                     |                          |
| DoDonPachi Resurrection                        | 2011           | Xbox 360                                                                                     |                          |
| The King of Fighters XIII                      | 2011           | Xbox 360, PlayStation 3                                                                      |                          |
| Cradle of Rome 2                               | 2011           | Nintendo DS                                                                                  |                          |
| Rune Factory 3                                 | 2011           | Nintendo DS                                                                                  |                          |
| Harvest Moon DS: Grand Bazaar                  | 2011           | Nintendo DS                                                                                  |                          |
| Loving Life with Hello Kitty and Friends       | 2011           | Nintendo DS                                                                                  |                          |
| Jewel Legends: Tree of Life                    | 2011           | Nintendo DS                                                                                  |                          |
| Pucca Power Up                                 | 2011           | Nintendo DS                                                                                  |                          |
| Cradle of Rome and Cradle of Egypt Double Pack | 2011           | Nintendo DS                                                                                  |                          |
| DeathSmiles                                    | 2011           | Xbox 360                                                                                     |                          |
| Deadly Premonition                             | 2010           | Xbox 360                                                                                     |                          |
| Eldar Saga                                     | 2010           | Wii                                                                                          |                          |
| Ivy the Kiwi?                                  | 2010           | Nintendo DS, Wii                                                                             |                          |
| Rune Factory 2: A Fantasy Harvest Moon         | 2010           | Nintendo DS                                                                                  |                          |
| Pang: Magical Michael                          | 2010           | Nintendo DS                                                                                  |                          |
| Jewel Master: Cradle of Egypt                  | 2010           | Nintendo DS                                                                                  |                          |
| No More Heroes: Desperate Struggle             | 2010           | Wii                                                                                          |                          |
| Rune Factory Frontier                          | 2010           | Wii                                                                                          |                          |
| Fragile Dreams: Farewell Ruins of the Moon     | 2010           | Wii                                                                                          |                          |
| Steal Princess                                 | 2010           | Nintendo DS                                                                                  |                          |
| Way of the Samurai 3                           | 2010           | Xbox 360, PlayStation 3                                                                      |                          |
| Half-Minute Hero                               | 2010           | PlayStation Portable                                                                         |                          |
| Animal Kororo                                  | 2010           | Wii                                                                                          |                          |
| Muramasa: The Demon Blade                      | 2009           | Wii                                                                                          |                          |
| Harvest Moon : L'Arbre de la Sérénité          | 2009           | Wii                                                                                          |                          |
| Animal Kororo                                  | 2009           | Nintendo DS                                                                                  |                          |
| Rygar:The Battle of Argus                      | 2009           | Wii                                                                                          |                          |
| Valhalla Knights 2                             | 2009           | PlayStation Portable                                                                         |                          |
| Angel Cat Sugar                                | 2009           | Nintendo DS                                                                                  |                          |
| Lux-Pain                                       | 2009           | Nintendo DS                                                                                  |                          |
| Little King's Story                            | 2009           | Wii                                                                                          |                          |
| Populous DS                                    | 2009           | Nintendo DS                                                                                  |                          |
| Rune Factory: A Fantasy Harvest Moon           | 2009           | Nintendo DS                                                                                  |                          |
| XG Blast!                                      | 2009           | Nintendo DS                                                                                  |                          |
| Colour Cross                                   | 2008           | Nintendo DS                                                                                  |                          |
| Jewel Master: Cradle of Rome                   | 2008           | Nintendo DS                                                                                  |                          |
| Dungeon Maker                                  | 2008           | PlayStation Portable                                                                         |                          |
| Flower, Sun and Rain                           | 2008           | Nintendo DS                                                                                  |                          |
| R-Type Tactics                                 | 2008           | PlayStation Portable                                                                         |                          |
| Baroque                                        | 2008           | PlayStation 2, Wii                                                                           |                          |
| Bakushow                                       | 2008           | Nintendo DS                                                                                  |                          |
| Growlanser: Heritage of War                    | 2008           | PlayStation 2                                                                                |                          |
| Ecolis - Save the Forest                       | 2008           | Nintendo DS                                                                                  |                          |
| Dungeon Explorer: Warriors of Ancient Arts     | 2008           | Nintendo DS, PlayStation Portable                                                            |                          |
| Bomberman Land                                 | 2008           | Wii                                                                                          |                          |
| No More Heroes                                 | 2008           | Wii                                                                                          |                          |
| Harvest Moon: Magical Melody                   | 2008           | Wii                                                                                          |                          |
| Bomberman Land Touch! 2                        | 2008           | Nintendo DS                                                                                  |                          |
| Bomberman Story DS                             | 2007           | Nintendo DS                                                                                  |                          |
| Honeycomb Beat                                 | 2007           | Nintendo DS                                                                                  |                          |
| Luminous Arc                                   | 2007           | Nintendo DS                                                                                  |                          |
| Valhalla Knights                               | 2007           | PlayStation Portable                                                                         |                          |
| Super Swing Golf                               | 2007           | Wii                                                                                          |                          |
| Harvest Moon: Innocent Life                    | 2007           | PlayStation Portable                                                                         |                          |
| Harvest Moon DS                                | 2007           | Nintendo DS                                                                                  |                          |
| Bubble Bobble Double Shot                      | 2007           | Nintendo DS                                                                                  |                          |
| Rainbow Islands Evolution                      | 2007           | PlayStation Portable                                                                         |                          |
| Bomberman Land Touch!                          | 2007           | Nintendo DS                                                                                  |                          |
| Contact                                        | 2007           | Nintendo DS                                                                                  |                          |
| New Zealand Story Revolution                   | 2007           | Nintendo DS                                                                                  |                          |
| Ys Strategy                                    | 2006           | Nintendo DS                                                                                  |                          |
| Space Invaders Evolution                       | 2006           | PlayStation Portable                                                                         |                          |
| Pilot Academy                                  | 2006           | PlayStation Portable                                                                         |                          |
| Bubble Bobble Evolution                        | 2006           | PlayStation Portable                                                                         |                          |
| Swords of Destiny                              | 2006           | PlayStation 2                                                                                |                          |
| SBK: Snowboard Kids                            | 2006           | Nintendo DS                                                                                  |                          |
| Lunar Genesis                                  | 2006           | Nintendo DS                                                                                  |                          |
| Bubble Bobble Revolution                       | 2005           | Nintendo DS                                                                                  |                          |
| Space Invaders Revolution                      | 2005           | Nintendo DS                                                                                  |                          |